# Scotopteryx dentilinea
Scotopteryx dentilinea là một loài bướm đêm trong họ Geometridae.